# Colmeal da Torre
Colmeal da Torre is een plaats (freguesia) in de Portugese gemeente Belmonte en telt 894 inwoners (2001).